# Camp Lieutenant-Général Bauma
Le camp militaire Lieutenant Général Jean-Lucien Bauma est situé dans la commune de la Makiso, à proximité de l'Aéroport de Bangboka, dans la ville de Kisangani, province de la Tshopo, en république démocratique du Congo (RDC). le Camp Lieutenant Général Jean-Lucien Bauma joue un rôle central dans les activités militaires et communautaires de la région de Kisangani.

## Histoire
Le camp Lieutenant Général Jean-Lucien Bauma a été établi pour servir de lieu de formation de militaires de la 8e région et le transit des ex-combattants dans l’est de la RDC.
Après la mort du Lieutenant Général Jean-Lucien Bauma, pour honorer sa mémoire, le camp militaire de Kisangani a été rebaptisé en son nom. Le camp a servi de site de transit pour des ex-combattants, notamment ceux des Forces Démocratiques de Libération du Rwanda (FDLR), dans le cadre des efforts de désarmement, démobilisation et réintégration.
Le camp a également été le théâtre d’initiatives communautaires, telles que la distribution de foyers améliorés à base de sciure de bois aux familles des militaires, visant à promouvoir des pratiques écologiques et à améliorer les conditions de vie des résidents.
En 2023, des instructeurs de l’armée kényane ont été déployés au camp pour former de nouvelles recrues des Forces Armées de la République Démocratique du Congo (FARDC), renforçant ainsi les capacités techniques et tactiques des soldats congolais.
En 2014, le camp a été le lieu de commémoration du premier anniversaire du décès du Lieutenant-général Jean-Lucien Bauma. Des cérémonies de recueillement, un carnaval motorisé et des projections de films sur ses actions militaires ont été organisés pour honorer sa mémoire.

## Enjeux du Camp Lieutenant Général Bauma
- Réinsertion des ex-combattants : Gérer efficacement la transition des ex-combattants vers la vie civile ou leur réintégration dans les forces régulières.
- Amélioration des conditions de vie : Assurer des infrastructures adéquates, des soins de santé et des services essentiels pour les résidents du camp.
- Sécurité et stabilité : Maintenir un environnement sécurisé pour éviter tout risque de radicalisation ou de tensions internes.
- Collaboration internationale : Travailler avec des partenaires comme l’ONU ou des ONG pour renforcer les efforts de désarmement et de démobilisation.

## Stratégies du Camp Lieutenant Général Bauma
- Formation et accompagnement : Offrir des programmes de formation professionnelle et de développement des compétences pour faciliter la réintégration sociale des ex-combattants.
- Investissement dans les infrastructures : Améliorer les installations du camp, telles que les logements, l’accès à l’eau potable et les équipements de santé.
- Renforcement des partenariats : Collaborer avec des acteurs nationaux et internationaux pour mobiliser des ressources et partager les meilleures pratiques.
- Sensibilisation communautaire : Favoriser le dialogue entre les ex-combattants, les résidents du camp et les communautés voisines pour promouvoir la coexistence pacifique.
- Suivi et évaluation : Mettre en place des mécanismes pour évaluer régulièrement les progrès et ajuster les stratégies en fonction des résultats obtenus[5].

## Controverses
Le Camp Lieutenant Général Jean-Lucien Bahuma à Kisangani a été impliqué dans des initiatives de désarmement, démobilisation et réintégration (DDR), notamment en accueillant des ex-combattants des Forces Démocratiques de Libération du Rwanda (FDLR). Lors d’une visite en 2014, une délégation dirigée par le Représentant spécial du Secrétaire général des Nations Unies a rencontré ces ex-combattants, qui ont exprimé leurs préoccupations concernant leur retour au Rwanda et les conditions de vie au camp.
Bien que ces préoccupations aient été soulevées, les informations disponibles ne fournissent pas de détails supplémentaires sur d’éventuelles controverses spécifiques liées au camp. Il est essentiel de reconnaître que les processus de DDR sont souvent complexes et peuvent entraîner des défis logistiques et humanitaires, mais les données actuelles ne permettent pas de conclure à des controverses particulières concernant le Camp Lieutenant Général Jean-Lucien Bahuma.
en outre, il y a aussi : 
- Manque d´encadrement et accompagnement : le manque d´encadrement fait peur, car cela peux conduir certains d’entre eux à quitter le camp, soit pour rejoindre d’autres groupes armés, soit pour s’impliquer dans des activités criminelles et la mendicité.
- Difficultés de réintégration : La majorité des anciens combattants évoquent des difficultés à trouver leur place dans les communautés d’accueil en raison de la stigmatisation et du manque de soutien économique.